# Agustinho Boavide Ximenes
Agustinho Boavide Ximenes, Kampfname Sera Malik, ist der ehemaliger Führer der pro-indonesischen Miliz (Wanra) Sera Team in Osttimor. Die Miliz war im Distrikt Baucau und hier in den Subdistrikten Baucau, Venilale und Vemasse.

## Werdegang
Sera Malik war ursprünglich Mitglied der Forças Armadas de Libertação Nacional de Timor-Leste (FALINTIL). Bereits im Januar 1976 kämpfte er gegen die indonesischen Invasoren.
Angeblich war er persönlicher Leibwächter von Guerillaführer Xanana Gusmão. Anfang der 1990er Jahre wurde Sera Malik von den Streitkräften Indonesiens gefangen genommen. Die Armee benutzte immer wieder ehemalige Unabhängigkeitskämpfer, um deren ehemaligen Kameraden zu jagen. Sera Malik wurde Chef des Sera Teams, die offiziell dem Territorialkommando Kodim 1628/Baucau unterstellt war.
Im Januar 1998 geriet Sera Malik in Gefangenschaft der FALINTIL. FALINTIL-Kommandant Taur Matan Ruak ließ Sera Malik aber unverletzt wieder frei. Die Freilassung könnte im Zusammenhang mit Morddrohungen gestanden haben, die Sera Malik gegen Manuel Viegas Carrascalão, einem ehemaligen Mitglied des Rates der Volksrepräsentanten der Provinz und Befürworter der Unabhängigkeit Osttimors, ausgesprochen hatte. Andere vermuten, dass Sera Malik seine frühere Mitgliedschaft in der FALINTIL gerettet hat.
Im April 1999 wurde bekannt, dass Sera Malik einer von sechs Milizionären war, die die verschiedenen Milizen in Osttimor in ihrem Einsatz koordinierten. Am 26. Juli 1999 nahm Sera Malik an einem Treffen mit Generalmajor Zacky Anwar Makarim, Mitglied des Badan Intelijen ABRI und ranghöchster indonesischer Soldat in Osttimor, und Oberst Tono Suratman, Chef des Militärbezirks (Korem) Korem 164/Wira Dharma teil. Bei der Sitzung im Kopassus-Hauptquartier wurde über die Verteilung von Waffen an die Milizen gesprochen, falls es nach dem Unabhängigkeitsreferendums in Osttimor am 30. August 1999 zu einem „Bürgerkrieg“ käme. Experten gehen davon aus, dass es viele solcher Treffen gab. Für den Fall eines Sieges der Unabhängigkeitsbefürworter hatten Offiziere der indonesischen Armee bereits mit der Operation Donner einen Vergeltungsplan ausgearbeitet, der durch ein Aufflammen des Krieges die Überführung in ein unabhängiges Osttimor unmöglich machen sollte. In Baucau fiel die Gewalt aber gering aus, weil die Milizen kaum aktiv wurden. Auch sollen Soldaten mit osttimoresischer Herkunft mit der FALINTIL Vereinbarungen getroffen haben, sich nicht an Kämpfen zu beteiligen.
Nach dem Abzug der Indonesier ging Sera Malik in das indonesische Westtimor.
Am 28. August 2004 befragte die Empfangs-, Wahrheits- und Versöhnungskommission von Osttimor (CAVR) Sera Malik in Soe zu den Vorkommnissen in Osttimor.